# Isis/Pig Destroyer
Isis/Pig Destroyer – EP o charakterze splita, wydane w 2000 egzemplarzy (50 pomarańczowych/złotych, 100 czystych, 100 białych, 1750 czarnych) jako 7-calowy winyl. 

## Lista utworów
zagrane przez Isis :
1. Streetcleaner (Godflesh cover) -

zagrane przez Pig Destroyer :
1. Exhume To Consume (Carcass cover) -
2. Genital Grinder (Carcass cover) -
3. Regurgitation Of Giblets (Carcass cover) -